# Périllaldéhyde
Le périllaldéhyde est un composé extrait des feuilles, des graines et des fleurs de la Perilla frutescens qui pousse en Inde. C'est un monoterpène cyclique avec une fonction aldéhyde conjuguée avec un alcène.
Le périllaldéhyde et l'huile essentielle de périlla (qui contient principalement du périllaldéhyde) sont utilisés comme composant de parfum, de cosmétique et d'arôme (FEMA No. 3557). Il possède une forte odeur épicée, grasse et d'herbe.
Le périllaldéhyde peut être converti en alcool périllique qui est aussi utilisé en parfumerie.
Le périllaldéhyde possède une saveur sucrée, évaluée à 12 fois celle du saccharose quand comparée à une solution à 10 % de saccharose. À partir du périllaldéhyde est synthétisé la périllartine, une oxime au pouvoir sucrant 2 000 fois plus intense que le saccharose. Cependant, sa saveur sucrée est accompagnée d'un arrière-goût amer de réglisse. 